# Micrargus georgescuae
Micrargus georgescuae là một loài nhện trong họ Linyphiidae.
Loài này thuộc chi Micrargus. Micrargus georgescuae được Alfred Frank Millidge miêu tả năm 1976.